# El cerrito (Honduras)
El cerrito o El Cerrito de David también llamada  Estructura 101, es una pirámide escalonada perteneciente a la cultura proto-lenca de más de 20 metros de altura localizada en el sitio arqueológico de El chircal en Honduras. Es considera una de las pirámides de mayor tamaño del periodo preclásico mesoamericano y la pirámide de mayor volumen hasta la fecha encontrada en Honduras.

## Historia

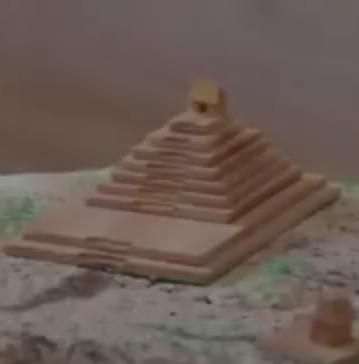
Maqueta hipotética.

No se tiene una fecha exacta del inicio de la construcción de la estructura pero gracias a estudios arqueológicos se sabe que la pirámide escalonada en la actualidad mide alrededor de más 20 m de altura, que forma una «C» con cara hacia el este y con estructuras de 6 m de alto y la 103 y la 104 al sur y norte, respectivamente. Dentro de esta área, se enmarca una plaza central de 9 m. La estructura está construida sobre una plataforma y se dice que en la época de florecimiento de la ciudad cuando aun preservaba su forma original esta podía verse desde varios puntos del valle de Comayagua en visto que esta estructura era más alta. La Pirámide sufrió bastante el deterioro debido al abandono de los habitantes de la ciudad en el 250 d. C. y la actividad humana en siglos venideros. 

### Exterior

Serie de excavaciones hechas en 1986.

la estructura poseyó un amplio patio o pórtico, afuera, en el frente de la estructura el cual era parte de la plataforma en la que estaba construida, fue rematado con un repello de cal similar al descrito en las estructuras aledañas a él; una vereda más angosta de 1,5 m proporcionaba el acceso alrededor de los lados y la parte trasera de esta estructura paralela a los restos de un drenaje de laja y, presumiblemente, un canal de desagüe del enorme techo tejido de paja de construcción similar a los drenajes del Período Formativo de Abaj Takalik en Guatemala.
Varias evidencias arqueológicas encontradas durante el siglo XX sugieren que la superestructura del montículo 101 en su época de mayor esplendor medía aproximadamente 32 metros de norte a sur por 20 de este a oeste en su eje largo con cara a la plaza Principal hacia el este era de una construcción hecha de postes y tejidos y su dimensión completa sobrepasaba la de muchas iglesias coloniales fundadas en el valle siglos después por los españoles.

### Interior
La parte interior de esta estructura tenía un piso de barro duramente compactado y pequeñas capas de arena fina. Más arriba del nivel original se encontraron varios estratos no continuos de reconstrucción del piso. Agujeros en donde se sembraron los postes, midiendo en promedio 30 cm de diámetro y hasta 3 m de profundidad, se encontraban espaciados a lo largo del eje central de este a oeste cada 3 o 4 m Un segundo juego de postes de tamaño similar estaba localizado aproximadamente a 8 m al norte y sur del eje central a lo largo del frente de la estructura, pero las restricciones por causa del escaso tiempo impidieron descubrir los lados interiores o las paredes posteriores en el interior.

### Actualidad
Tras la rehabilitación del sitio arqueológico la pirámide empieza a ser mayormente cuidada para evitar el saqueo de la misma y acelerar el proceso de deterioro que esta ha sufrido a lo largo de los siglos. Sin embargo las autoridades de la alcaldía han planeado restaurarla.